# Deutschlandhaus (Berlin-Westend)
Das Deutschlandhaus ist ein in den 1920er Jahren erbautes Bauwerk im Berliner Ortsteil Westend, am südlichen Platzrand des Theodor-Heuss-Platzes. Das ursprüngliche Nutzungskonzept beinhaltete Hotels, Cafés und Läden. Heute zeichnet sich das unter Denkmalschutz stehende Haus durch eine großflächige Büronutzung und Einzelhandelsflächen aus.

## Geschichte
Das sechsgeschossige Gebäude wurde von 1928 bis 1931 nach den Plänen von Heinrich Straumer zusammen mit dem Amerikahaus am damaligen Reichskanzlerplatz erbaut. Der Bauunternehmer des Projektes Heinrich Mendelssohn ließ die zwei sechsgeschossigen Geschäftshäuser im Stil der Neuen Sachlichkeit erbauen.
Im Jahre 1937 wurde das Deutschlandhaus von der Deutschen Reichspost für Fernsehzwecke ausgebaut. Der im Turm des Amerikahauses installierte Fernsehsender konnten 1938 in Betrieb genommen werden und am 1. November 1938 begann der regelmäßigen Studiobetrieb. 1943 wurde der Sender durch alliierte Bomben zerstört, das Gebäude dabei aber nur geringfügig beschädigt. 1954 erwarb der Sender Freies Berlin das Deutschlandhaus für die neu gegründete Fernsehabteilung, um dann ein Jahr später den Betrieb aufzunehmen. 1970 zog die Fernsehabteilung des SFB in das neu errichtete SFB-Fernsehzentrum neben dem Haus des Rundfunks um.
Bis zur politischen Wende befanden sich im Deutschlandhaus der Sitz der Deutschen Film- und Fernsehakademie Berlin und der Deutschen Kinemathek sowie der Deutschen Welle.
Das Gebäude wurde in der Zeit nochmals saniert und ist jetzt Sitz verschiedener Unternehmen. Rechts neben dem Eingang wurde eine Gedenktafel mit der Inschrift „DEUTSCHLANDHAUS ERBAUT 1929–1931 DURCH HEINRICH MENDELSSOHN UNTER MITARBEIT DES ARCHITEKTEN HEINRICH STRAUMER PROF. DR. ING. H.C.“ in die Fassade eingelassen.